# Haraldsbogymnasiet
Haraldsbogymnasiet var en kommunal gymnasieskola i Falun, som avvecklades 2018.
Haraldsbogymnasiets lokaler låg fyra kilometer öster om Faluns centrum, i stadsdelen Haraldsbo. Numera finns Lugnetgymnasiets fordonsprogram,  Gymnasiesärskolan och Hälsinggårdsskolan i områdets lokaler.